# Anophthalmolamus fuerteventurae
Anophthalmolamus fuerteventurae là một loài bọ cánh cứng trong họ Tenebrionidae. Loài này được J.Ferrer miêu tả khoa học đầu tiên năm 1993.